# آدم سميث (لاعب كريكت بريطاني)
آدم سميث (16 مايو 1981 في المملكة المتحدة - ) (بالإنجليزية: Adam Smyth)‏ هو لاعب كريكت بريطاني. لعب مع Warwickshire Cricket Board ‏.

## وصلات خارجية
- آدم سميث على موقع إي آس بي آن كريك إنفو (الإنجليزية)